# Rue Ferdinand-Flocon
La rue Ferdinand-Flocon est une voie du 18e arrondissement de Paris, en France, et est une des rues aux écoles à Paris.

## Situation et accès
La rue Ferdinand-Flocon est une voie publique située dans le 18e arrondissement de Paris. Elle débute au 1, rue Eugène-Süe et se termine au 43, rue Simart.
Cette rue est ouverte en 1882 et prend le nom de « rue Flocon » en 1885, avant d'être renommée plus explicitement « rue Ferdinand-Flocon » en 1905.
La rue est piétonne depuis le 1er septembre 2021.

## Origine du nom
Elle porte le nom de Ferdinand Flocon (1800-1866), journaliste et homme politique français.

## Historique
Cette voie est ouverte en 1882, par la Ville de Paris, et classée dans la voirie parisienne par un décret du 24 décembre 1884. 
Elle prend le nom de « rue Flocon » par un arrêté du 9 février 1885 puis prend sa dénomination actuelle par un arrêté du 12 juillet 1905.
La rue Ferdinand-Flocon est aménagée, en 2021, dans le cadre du dispositif rues aux écoles, pour devenir piétonne avec la suppression de la chaussée et la plantation d'arbustes et d'arbres.

## Bâtiments remarquables et lieux de mémoire
- No 6 : école maternelle.
- Nos 5-7 : anciennes école de filles et école de garçons (inscriptions en façade). Lycée professionnel public Suzanne-Valadon, fermé en 2023[2].